# Clark International Airport
Clark International Airport (IATA Airport Code: CRK, ICAO Airport Code: RPLC), is het belangrijkste vliegveld van Angeles en Clark Special Economic Zone in de Filipijnen. Het vliegveld is na Ninoy Aquino International Airport het drukste vliegveld van het eiland Luzon. Het vliegveld en haar omgeving was tot begin jaren negentig in gebruik als grootste Amerikaanse vliegbasis op de Filipijnen, Clark Air Base. De vliegbasis werd in 1991 vervroegd gesloten na de verwoestende uitbarsting van de Pinatubo. Het vliegveld heeft twee parallelle landingsbanen van 3200 meter lang. In theorie zou het vliegveld geschikt zijn voor een landing van de spaceshuttle. Tegenwoordig staat de luchthaven echter niet meer op de lijst van actieve landingsbanen voor de Space Shuttle.
De luchthaven wordt geleid door Clark International Airport Corporation (CIAC), een Filipijnse overheidsinstelling. Clark International Airport wordt op dit moment doorontwikkeld tot de Premier Gateway Airport van de Filipijnen. De bedoeling is dat de luchthaven vanaf 2010 NAIA af gaat lossen als belangrijkste luchthaven.

## Luchtvaartmaatschappijen
De volgende luchtvaartmaatschappijen vliegen op Clark International Airport:

### Binnenlands
- Cebu Pacific (Cebu City)
- South East Asian Airlines (Caticlan)

### Internationaal
- Asiana Airlines (Seoul-Incheon)
- Cebu Pacific (Bangkok-Suvarnabhumi, Hongkong, Macau, Singapore)
- Jin Air (Seoel-Incheon)
- South East Asian Airlines (Hongkong, Macau, Singapore, Bangkok)
- Spirit of Manila Airlines (Macau, Taipei-Taoyuan)
- Scoot (Singapore)